# Henry M. Jackson
Pour les articles homonymes, voir Jackson.
Henry Martin Jackson, né à Everett (État de Washington) le 31 mai 1912 et mort dans cette ville le 1er septembre 1983, est un homme politique américain. 
Henry M. Jackson est membre du Congrès des États-Unis (1941-1953) et sénateur de l'État de Washington de 1953 à sa mort. Jackson est aussi un candidat malheureux à l'investiture démocrate à la présidentielle en 1972 et 1976. Libéral de la guerre froide et membre anticommuniste du Parti démocrate, Jackson soutient l’augmentation des dépenses militaires et une ligne dure contre l’Union soviétique, tout en soutenant les programmes de protection sociale, les droits civiques et les syndicats.

## Biographie
Né à Everett de parents immigrés norvégiens, Jackson pratique le droit à Everett, après avoir obtenu son diplôme de la faculté de droit de l’Université de Washington. Il est élu au Congrès en 1940 et rejoint le Sénat en 1953 après avoir battu le sénateur républicain sortant Harry P. Cain. Jackson soutient le mouvement des droits civiques des années 1960 et est l’auteur de la loi sur la politique environnementale nationale, qui contribue à établir le principe de l’analyse publique des impacts environnementaux. Il coparraine l’amendement Jackson-Vanik, qui refuse des relations commerciales normales aux pays non capitalistes ayant des politiques d’émigration restrictives. Jackson est président du Comité sénatorial des États-Unis sur l’énergie et les ressources naturelles de 1963 à 1981. Il est deux fois candidat malheureux à l’investiture du Parti démocrate aux élections présidentielles de 1972 et 1976. Alors qu’il siège encore au Sénat, Jackson est décédé en 1983.
Ses convictions politiques sont caractérisées par son soutien aux droits civils, aux droits de l’homme et à la sauvegarde de l’environnement, mais avec un engagement tout aussi fort à s’opposer au totalitarisme en général et, avec le début de la guerre froide, au régime communiste en particulier.
Les philosophies politiques et les positions de Scoop Jackson sont citées comme une influence sur un certain nombre de personnages clés associés au néo-conservatisme, y compris Paul Wolfowitz et Richard Perle, qui ont été des collaborateurs du sénateur.